# 华威桥
39°52′15″N 116°27′39″E / 39.8707056°N 116.4609335°E
华威桥位于北京市朝阳区，是东三环南路（南北向）和华威南路－松榆南路（东西向）交汇处的一座立交桥。该桥是一座分离式立交桥，桥长209.2米，宽29米。于1992年建成。